# Flamingó kapitány
A Flamingó kapitány (eredeti címén Captain Flamingo) kanadai televíziós 2D-s számítógépes animációs sorozat. Kanadában 2006. október 2. és 2010. december 19. között a YTV tűzte műsorra. Magyarországon a TV2 adta le.

## Ismertető
A sorozat főhőse, egy ifjú képzeletbeli szuperhős, akinek neve Milo Powell vagy más néven Flamingó Kapitány. Milo kistermetű és unja már, hogy a nagyobbak keresztülnéznek rajta. Van egy saját maga által készített rózsaszín szuperhős jelmeze. Ebben a jelmezben az olyan kisgyerekeknek, akik hozzá hasonlóak, igazságot oszt és segít. De ha nem is megy, minden esetre megpróbálkozik vele. Segítőtársa Lizbeth, aki nem éppen titkos imádója, a gyengéd irányításával minden helyen ott van, ahol szükséges. Ha nagyon fontos, akkor megmenti a kisgyerekeket egy olyan faházból is, ami tele van mutáns mókusokkal. Nem ijeszti el még még egy elveszett fürdőruha által okozott kalamajka sem. Flamingó Kapitány minden kisgyerekre nagyon vigyáz, ő az igazság bajnoka.

## Szereplők
| Szerep                          | Eredeti hang        | Magyar hang                                             | Leírás                                              |
| ------------------------------- | ------------------- | ------------------------------------------------------- | --------------------------------------------------- |
| Milo Powell / Flamingó kapitány | Tabitha St. Germain | Kilényi Márk Olivér                                     | Egy kisfiú, aki szuperhősként vigyáz a kisgyerekre. |
| Lizbeth Amanda Zaragoza         | Melanie Tonello     | Molnár Ilona                                            | Egy kislány, aki Milo segítőtársa.                  |
| A narrátor                      | Peter Keleghan      | Vass Gábor                                              |                                                     |
| Rutger                          | Demetrius Joyette   | Jelinek Márk                                            |                                                     |
| Owen-Only                       | Scott Beaudin       | Bori Ádám András                                        |                                                     |
| Mellékes karakterek             | John McGrath        | ?                                                       |                                                     |
| Wendel Howell                   | Cole Caplan         | Hamvas Dániel                                           |                                                     |
| Kirsten McBradden               | Stephanie Beard     | ?                                                       |                                                     |
| Otto                            | Catherine Disher    | Berkes Bence                                            |                                                     |
| Ruth Ann                        | Annick Obonsawin    | ?                                                       |                                                     |
| Margerie Powell                 | Kathy Greenwood     | Kiss Erika                                              |                                                     |
| Sanjay                          | Stacey DePass       | ?                                                       |                                                     |
| Thor Powell                     | Nissae Isen         | ?                                                       |                                                     |
| David Ignacius Powell           | Richard Waugh       | Forgács Gábor                                           |                                                     |
| Max Roderick                    | Isabel de Carteret  | Penke Bence                                             |                                                     |
| Avi                             | Matthew Ferguson    | Czető Roland (13. részig) Pálmai Szabolcs (13. résztől) |                                                     |
| Tabitha                         | Rebecca Brenner     | Vadász Bea (13. részig) Tamási Nikolett (13. résztől)   |                                                     |